# Domingo Laín
Domingo Laín Sáenz né à Paniza, Saragosse en 1940, est un prêtre espagnol et guérillero de l'Armée de libération nationale (Colombie), mort dans les montagnes de Colombie le 22 mars 1974.

## Biographie
En 1951, Domingo Laín entre au petit séminaire d'Alcorisa (Teruel), à l'âge de 11 ans, où il rencontre Manuel Pérez Martínez (guerrillero) et José Antonio Jiménez Comín en 1955. Ensemble, ils sont allés au grand séminaire de Saragosse en 1959 pour étudier la philosophie, et sont ordonnés prêtres par le pape Paul VI en 1965. Il est prêtre entre 1965 et 1966 à Tauste (Aragon). En 1967, il est prêtre dans les quartiers Meissen et Tunjuelito, au sud de Bogota. En octobre 1968, José Antonio et Manuel sont expulsés de la République Dominicaine et rencontrent Domingo dans le quartier Ciénaga de la Virgen de Carthagène. Il s'installe dans le quartier de Chambacú et travaille dans la briqueterie San Marcos située dans l'actuel quartier de Candelaria la Nueva.
Il participe clandestinement au groupe Golconda (Région de Cundinamarca) qui suit les idées de Camilo Torres Restrepo. Expulsé de Colombie pour participation politique et affrontement avec l'Église, il se rend en France, contacte l'ELN à Madrid et en 1969, voyage jusqu'aux îles Canaries avec un faux passeport pour se rendre en Colombie,,,.

### Guerilleros
En 1970, il retourne en Colombie et rejoint l'Armée de Libération Nationale. Domingo Laín, meurt au combat lors d'un affrontement avec l'armée en 1974.
« Il y a eu un affrontement au cours duquel les camarades ont causé des pertes à l'armée. Apparemment, selon des témoignages, Domingo aurait tenté de récupérer une arme sur l'un des soldats tombés. Mais un autre soldat avait été laissé vivant et avait tiré sur Domingo. Un autre collègue est également décédé en tentant de sauver le corps de Domingo. Je sais qu'il existe actuellement un quartier au sud de Bogotá qui porte son nom, près de la briqueterie où Domingo travaillait comme ouvrier. »
— Témoignage de Manuel Pérez Martínez (guerrillero), https://movimientojaimebatemancayon.blogspot.com/search/label/colombia/

## Hommages
- Un quartier de la ville de Bogota, Ciudad Bolívar, porte son nom.
- Une rue de la ville de Paniza (Saragosse) porte son nom.